# ゲッタウェイ ブラックマンデー
『ゲッタウェイ ブラックマンデー』（The Getaway: Black Monday）は、ソニー・コンピュータエンタテインメントヨーロッパ（SCEE）のロンドンスタジオの子会社、イギリスの
チーム ソーホー（Team Soho）が開発し、欧米ではSCEEから発売されていたPlayStation 2用のクライムアクションゲームである。前作ゲッタウェイの続編にあたる。日本ではセガから2005年11月10日に発売された。

## 概要
ロンドンを舞台に、裏社会の抗争に巻き込まれる3人の男女を描いたアクションゲーム。
ライセンスを受けた、ボクスホールやルノーといったヨーロッパの主要な自動車・バイクメーカーの車やバイクに乗って行動することができる。なお、アメリカ合衆国版ではこれらの車以外にも、オレンジ色のスポーツカーやニューヨーク市で使用されているタクシー（フォード・クラウンビクトリア）を運転することができる。
日本語版では、菊地浩司監修による日本語字幕にも対応している。

## 登場人物

### メインキャラクター
ベン・ミッチェル（Ben Mitchell）
主人公の1人。1973年11月24日生まれ。通称ミッチ。
ロンドン警視庁の特殊部隊SO19に所属する警官で、階級は巡査部長。
モデルガンを持った10代の青年を誤って撃ち殺し、停職処分を受けた過去を持つ。無口で性格は気難しい。
エディ・オコナー（Eddie O'Connor）
主人公の1人。1963年10月12日生まれ。
アマチュアボクサー。親友であるダニーの借金を返すために強盗に参加する。
サム・トンプソン（Sam Thompson）
主人公の1人。1985年生まれ。
女性ハッカー。強盗の際はカードの暗証番号を盗む役割を担った。
ジャッキー・フィリップス（Jackie Philips）
リーヴァイを追っていた女性記者。シーブス・イン・ローに命を狙われている。

### 特殊部隊SO19
モンロー（Munroe）
隊長であり、ミッチの良き理解者。階級は警部。
ジャック・ハーヴェイ（Jack Harvey）
武装隊員。ムードメーカー的存在でミッチにも気さくに話しかけてくれる。
ポール・エバンス（Paul Evans）
武装隊員。減らず口でミッチに対して何かと嫌味を言う。
ストッパード（Stoppard）
武装隊員の1人。影が薄い。
フィンチ（Finch）
監視を担当している隊員。他の隊員からは馬鹿にされている。

### ボクシング・ジム
ダニー・ウエスト（Danny West）
エディの親友であり元プロボクサー。現在はエディのトレーナー。サムの母親と付き合っている。
ジマー・コリンズから借金をしてしまい、暗証番号を盗むよう強要されたため、スコベル銀行強盗の実行に移る。
エロール（Errol）
大柄な黒人。強盗の際にエディと共に警備員に変装して潜入した。
スリーブス（Sleeves）
黒人の少年。彼の母親がエディとエロールが着る警備員の服装を作った。
ジョン（John）
強盗の際に掃除屋を担当した男。バーを経営している。
アーサー（Arthur）
強盗の際に錠破りを担当した老人。

### コリンズ一味
ジマー・コリンズ（Jimmer Collins）
コリンズ一味のボス。偽造カードの作成に携わっている。
前作に登場したニック・コリンズ（Nick Collins）の弟でもある。
ヘクター（Hector）
ジマー・コリンズの部下でカジノの胴元を務めている。他にもピンク映画の撮影も行っている。
デビッド・グリーン（David Green）、サビー・ジョーンズ（Savvy Jones）、リアム・スペンサー（Liam Spencer）
ジマー・コリンズの部下たち。

### シーブス・イン・ロー（合法な泥棒）
メンバーは東欧各国から集まっている。武器、資産、家と引き換えに仕事している冷酷非道な組織。資金源は底なしで合法な隠れみのを持つ。
ビクター・スコベル（Viktor Skobel）
スコベル銀行を運営するスコベル・グループのトップ。
恐怖で人を操り、沈黙を破れば殺す。
アレクセイ（Alexei）
情報を得るために相手の歯を抜くため、歯医者とも呼ばれている。
戦略家でビクターの腹心。拷問が好きでかなりの変態だが、天才でもある。
ナディア・プルシュナトバ（Nadya Prushnatova）
元軍部だが、今では一味の戦略を考えるリーダー格。
ユーリ・ゴルソイ（Yuri Gorsoy）
エストニアの元レスラー。ナディアの従順な部下。
リーヴァイ・ストラトフ（Levi Stratov）
カウボーイ気取りのラトビア人。
仲間と車を盗んでは偽装して東欧へ運んでいる。
ジャマール（Jamahl）
前作にも登場したジャマイカ系マフィア、ヤーディーのボス。
今作ではシーブス・イン・ローと同盟を結んでいる。